# Youssouf Sanou
Youssouf Sanou en árabe: يوسف سانو‎ (n. Bobo-Dioulasso, 31 de diciembre de 1988) es un exfutbolista burkinés que jugaba en la demarcación de delantero.

## Biografía
Youssouf Sanou debutó en 2005 a los 17 años de edad con el RC de Bobo-Dioulasso, equipo de su ciudad natal. Tras tres años en el club, ganando una Copa de Burkina Faso en 2007 y habiendo sido convocado un total de dos veces por la selección de fútbol de Burkina Faso, fue fichado por el CF Gavà, club en el que jugó durante las dos temporadas siguientes, descendiendo a Tercera División de España en la última temporada en la que militó en el club. En 2010 viajó a Bélgica para fichar por el FC Molenbeek Brussels Strombeek. Al finalizar la temporada se fue del club, y tras pasar un año sin jugar en ningún equipo fue fichado por el El Dakhleya, equipo en el que pertenece hasta la fecha y con el que logró el ascenso a la Primera División de Egipto en la temporada 2010/2011.

## Clubes
| Club                 | País         | Año         | Partidos | Goles |
| -------------------- | ------------ | ----------- | -------- | ----- |
| RC de Bobo-Dioulasso | Burkina Faso | 2005 - 2008 |          |       |
| CF Gavà              | España       | 2008 - 2010 | 41       | 4     |
| FC Brussels          | Bélgica      | 2010 - 2011 | 0        | 0     |
| El Dakhleya          | Egipto       | 2012 - 2014 | 29       | 8     |
| El Gouna FC          | Egipto       | 2014 - 2015 | 0        | 0     |
| Suez SC              | Egipto       | 2016 - 2017 | 0        | 0     |

## Palmarés
RC de Bobo-Dioulasso
- Copa de Burkina Faso: 2007

El Dakhleya
- Segunda División de Egipto: 2011